# Beta2 Capricorni
Beta2 Capricorni (β2 Cap) ist die schwächere Komponente B des visuellen Doppelsterns Beta Capricorni im Sternbild Steinbock. Er hat eine scheinbare Helligkeit von 6,1 mag und seine Entfernung beträgt ca. 330 Lichtjahre.
Der Stern bewegt sich für Beobachter auf der Erde mit einer Eigenbewegung von etwa 44 Millibogensekunden/Jahr über den Himmel. Bei seiner Entfernung entspricht dies einer Geschwindigkeit von etwa 21 km/s, während er sich zusätzlich mit etwa 18 km/s auf uns zu bewegt. Im Raum bewegt sich der Stern demnach mit einer Geschwindigkeit von etwa 28 km/s relativ zu unserer Sonne.
Beta2 Capricorni ist ein spektroskopischer Doppelstern. Der Hauptstern Ba ist ein weißer Riesenstern mit einer scheinbaren Helligkeit von 6,2 mag und etwas über doppelter Masse der Sonne, der von einem etwa 16-mal schwächeren weißen Stern Bb mit 9,2 mag und etwas über einfacher Sonnenmasse in etwa 400 Jahren umkreist wird.
Beta2 wird zusammen mit dem Stern Beta1 Capricorni auch mit dem Eigennamen „Dabih“ (von arabisch سعد الذابح, DMG saʿd aḏ-ḏābiḥ ‚Glück(sstern) des Schlachtenden‘) bezeichnet. Zur Unterscheidung von diesem wird er auch „Dabih Minor“ genannt. Nach dem „IAU Catalog of Star Names“ der Working Group on Star Names (WGSN) der IAU zur Standardisierung von Sternnamen wurde der Name in der Form „Dabih“ 2016 nur noch dem helleren Beta1 Capricorni zugewiesen.

## Wissenschaftliche Untersuchung
Der Hauptstern von Beta2 Capricorni ist ein pekuliärer Stern, der aufgrund des Auftretens bestimmter Spektrallinien in seinem Spektrum zu den Quecksilber-Mangan-Sternen gezählt wird. Diese blauweißen Sterne mit einer Spektralklasse eines „späten B“ zeichnen sich durch außergewöhnlich geringe Werte der projizierten äquatorialen Rotationsgeschwindigkeit v·sin(i) aus, für Beta2 Capricorni wurde hier ein geringer Wert von nur etwa 1,2 km/s gefunden.
Das Licht des Sterns wurde spektroskopisch im ultravioletten Bereich und im sichtbaren Bereich auf die Häufigkeit verschiedener Elemente hin untersucht. Dabei wurde im Vergleich zur Sonne ein deutlich verringertes Vorkommen von He, C, O, Mg, Al und Sc festgestellt, während die Häufigkeit der Elemente Ga, Sr, Y, Pr, Nd, Ho, Tm, Pt, Au beim mehrere hundert- bis mehrere tausendfachen deren Häufigkeit auf der Sonne liegt, bei Hg liegt die relative Häufigkeit sogar beim mehrere zehntausend-fachen derjenigen auf der Sonne und die absolute Häufigkeit bei etwa 1 ppm derjenigen des Wasserstoffs. Darüber hinaus wurde eine Oberflächentemperatur des Sterns von etwa 10.650 K abgeleitet.
Eine weitere Untersuchung bestätigte im Wesentlichen die vorigen Ergebnisse und zeigte darüber hinaus noch eine geringe Häufigkeit auch für N, sowie eine deutlich erhöhte relative Häufigkeit für Ce, Sm, Yb und Tl im Vergleich zur Sonne. Auch Bi kommt in einer relativen Häufigkeit auf Beta2 Capricorni vor, die 5 Größenordnungen über der auf der Sonne liegt.